# Seznam ameriških plavalcev
Seznam ameriških plavalcev.

## A
- Nathan Adrian
- Michael Andrew
- Hunter Armstrong

## B
- Kathleen Baker
- Amanda Beard
- Brooke Bennett
- Matt Biondi
- Lilla Bognar

## C
- Rick Carey
- Cathy Carr
- Tracy Caulkins
- Florence Chadwick
- Buster Crabbe

## D
- Caeleb Dressel
- Jim Dreyer
- Amy Van Dyken

## E
- Janet Evans

## F
- Robert Finke

## G
- Mark Gangloff
- Matt Grevers
- Katie Grimes

## H
- Zach Harting
- Kathleen Hersey

## K
- Duke Kahanamoku
- Lilly King
- Lenny Krayzelburg

## L
- Katie Ledecky
- Ryan Lochte

## M
- Helene Madison
- Mary T. Meagher
- Katie Meili
- Jim Montgomery
- Ryan Murphy

## N
- John Naber
- Diana Nyad

## P
- Aaron Peirsol
- Michael Phelps

## R
- Justin Ress

## S
- Allison Schmitt
- Don Schollander
- Regan Smith
- Olivia Smoliga
- Rebecca Soni
- Mark Spitz

## T
- Ashley Twichell

## V
- Dana Vollmer

## W
- Alexandra Walsh
- Johnny Weissmuller
- Abbey Weitzeil
- Esther Williams
- Gardner Williams

## Z
- Kate Ziegler